# Apostolepis polylepis
Apostolepis polylepis е вид влечуго от семейство Смокообразни (Colubridae).

## Разпространение
Видът е разпространен в Бразилия (Пиауи).